# Alloniscus salinarum
Alloniscus salinarum là một loài chân đều trong họ Alloniscidae. Loài này được miêu tả khoa học năm 1968 bởi Vandel.